# José Jair Rocha
José Jair Rocha Barrón (ur. 3 stycznia 1995) – meksykański zapaśnik walczący w stylu klasycznym. Zajął piąte miejsce na igrzyskach panamerykańskich w 2015 i na mistrzostwach panamerykańskich w 2015. Zdobył brązowy medal na igrzyskach Ameryki Środkowej i Karaibów w 2014 roku.